# Leopold Grabner zu Rosenburg
Leopold Grabner zu Rosenburg, Pottenbrunn und Siebenbrunn (probabilmente nel 1528 – 1583) è stato un nobile austriaco dell'Arciducato d'Austria sotto l'Enns.
Durante la Riforma protestante, Grabner fu uno dei principali protestanti del paese, deputato degli stati e consigliere. Sotto di lui, il castello di Rosenburg divenne un centro della storia della Riforma austriaca.

## Vita e lavoro

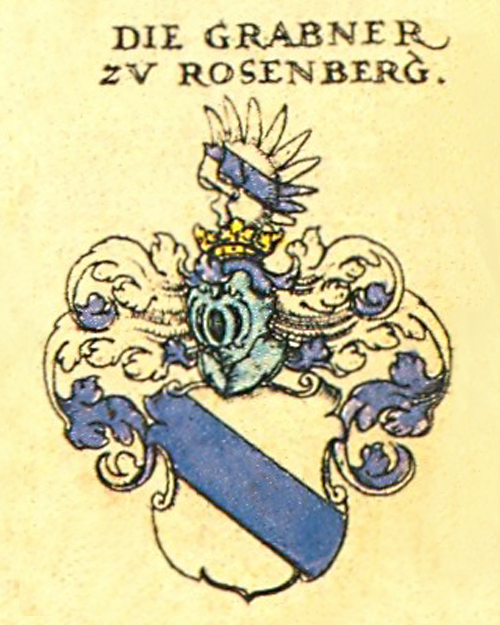
Stemma del Grabner zu Rosenberg (Rosenburg)

Leopold Grabner era il figlio di Sebastian I Grabner zu Rosenburg della linea Grabner zu Rosenburg della famiglia Herren von Graben e Sophia Ennenkel. Durante il XVI e l'inizio del XVII secolo, i Grabner erano tra le famiglie più ricche e rispettate dell'Austria, e tra le principali famiglie nobili protestanti del paese, e quindi in opposizione agli Asburgo.
Leopold Grabner, insieme al fratellastro maggiore Josaphat Grabner zu Rosenburg, ereditarono la Signoria di Rosenburg nel 1535 dal padre. Nel 1562, dopo la morte del fratellastro maggiore Georg Grabner zu Rosenburg und Zagging, ereditò la tenuta di Pottenbrunn.  Leopold Grabner detenne anche i titoli di Signore di Siebenbrunn, Judenau, Schlickendorf nella Bassa Austria e Joslowitz in Moravia.
A Rosenburg fondò una tipografia appositamente per stampare letteratura protestante. Tra il 1567 e il 1570 Leopold Grabner fu nominato membro del parlamento dal cavalierato della Bassa Austria. Nel 1569 fu deputato (religioso) da parte degli stati protestanti austriaci, per occuparsi della gestione e della costituzione del sistema religioso protestante con il teologo David Chytraeus, nonché per regolare l'agenda della chiesa. Divenne poi consigliere della camera di corte dell'imperatore Massimiliano II per la Bassa Austria. Nel 1571 Grabner lavorare nel comitato degli stati della Bassa Austria, anche nel comitato per i regolamenti sulla difesa dello stato. Mantenne la carica di rappresentante religioso dei possedimenti fino alla sua morte nel 1583. Il suo figlio maggiore Sebastian II Grabner zu Rosenburg divenne il suo successore nelle varie Signorie.